# Catarina da Suécia
Catarina da Suécia (em sueco:  Katarina Karlsdotter Vasa; 10 de novembro de 1584 – 13 de dezembro de 1638) foi uma princesa sueca e uma condessa palatina e Duquesa de Kleeburg pelo seu casamento com o conde palatino João Casimiro, Duque de Kleeburg. É conhecida por ter sido, por um tempo, a mãe adoptiva da rainha Cristina da Suécia.

## Biografia
Catarina foi a única filha que sobreviveu até a idade adulta do primeiro casamento do rei Carlos IX da Suécia com a condessa Ana Maria do Palatinado-Simmern. A sua personalidade foi descrita nos seguintes termos: "era uma mistura perfeita do poder e sabedoria do pai com a humildade branda da mãe". Quando a sua mãe morreu em 1589, o seu pai voltou a casar-se, desta vez com a duquesa Cristina de Holstein-Gottorp.

Catarina da Suécia

Catarina dava-se bem com a sua madrasta e também se pensa que tivesse uma relação muito boa com os seus meios-irmãos, principalmente com o seu meio-irmão Gustavo Adolfo, o futuro rei, que mostrou várias vezes o afecto que sentia por ela. O seu pai tornou-se regente em 1595 e foi coroado rei em 1607. Em 1611, o seu meio-irmão tornou-se rei. Gustavo Adolfo considerava-a sensível e sensata e Catarina terá sido sua confidente e conselheira em várias ocasiões. A 11 de Junho de 1615, casou-se com o conde palatino João Casimiro de Zweibrücken-Kleeburg e o casal permaneceu na Suécia até 1617, quando partiram para a propriedade do conde na Alemanha. Viveram lá durante cinco anos.
Em 1622, o seu irmão, o rei, preocupou-se com a segurança dela e da sua família quando rebentou a Guerra dos Trinta Anos, por isso pediu-lhes que regressassem à Suécia. Catarina e o marido aceitaram a proposta e passaram a viver no Castelo de Stegeborg na Östergötland. Catarina recebeu o título de condessa de Stegeborg. Foi ela quem tomou conta da princesa Cristina quando os pais dela foram para a Alemanha onde ficaram entre 1631 e 1633 durante a guerra.
Após a morte do irmão, Catarina foi a mãe adoptiva da jovem rainha Cristina depois de a mãe dela não ser responsável o suficiente para educar a filha. Catarina teve custódia oficial de Cristina desde 1636 até 1638, um período que a rainha iria descrever mais tarde como muito feliz.
A Igreja de Catarina em Estocolmo recebeu o nome em sua honra.

## Descendência
Catarina teve oito filhos do seu casamento com João Casimiro de Zweibrücken-Kleeburg:
1. Cristina Madalena de Zweibrücken-Kleeburg (27 de maio de 1616 - 4 de agosto de 1662), casada com o marquês Frederico VI de Baden-Durlach; com descendência.
2. Carlos Frederico de Zweibrücken-Kleeburg (13 de julho de 1618 - 11 de maio de 1619), morreu com nove meses de idade.
3. Isabel Amália de Zweibrücken-Kleeburg (11 de setembro de 1619 - 2 de julho de 1628), morreu aos oito anos de idade.
4. Carlos X da Suécia (18 de novembro de 1622 - 23 de fevereiro de 1660), rei da Suécia de 1654 até à sua morte; casado com a duquesa Edviges Leonor de Holsácia-Gottorp; com descendência.
5. Maria Eufrosina de Zweibrücken-Kleeburg (14 de fevereiro de 1625 - 24 de outubro de 1687), casada com o conde Magnus Gabriel De la Gardie; com descendência.
6. Leonor Catarina do Palatinado-Zweibrücken-Kleeburg (27 de maio de 1626 - 13 de março de 1692), casada com o conde Frederico de Hesse-Eschwege; com descendência.
7. Adolfo João I do Palatinado-Kleeburg (11 de outubro de 1629 - 14 de outubro de 1689), casado primeiro com a condessa Isabel de Wisingsborg; com descendência. Casado depois com a condessa Elsa Isabel de Wisingsborg; com descendência.
8. João Gustavo de Zweibrücken-Kleeburg (nascido e morto em 1630)

## Genealogia
| Catarina da Suécia | Pai: Carlos IX da Suécia             | Avô paterno: Gustavo I da Suécia       | Bisavô paterno: Erik Johansson Vasa             |
| Catarina da Suécia | Pai: Carlos IX da Suécia             | Avô paterno: Gustavo I da Suécia       | Bisavó paterna: Cecilia Månsdotter              |
| Catarina da Suécia | Pai: Carlos IX da Suécia             | Avó paterna: Margarida Leijonhufvud    | Bisavô paterno: Erik Abrahamsson Leijonhufvud   |
| Catarina da Suécia | Pai: Carlos IX da Suécia             | Avó paterna: Margarida Leijonhufvud    | Bisavó paterna: Ebba Eriksdotter Vasa           |
| Catarina da Suécia | Mãe: Ana Maria do Palatinado-Simmern | Avô materno: Luís VI, Eleitor Palatino | Bisavô materno: Frederico III, Eleitor Palatino |
| Catarina da Suécia | Mãe: Ana Maria do Palatinado-Simmern | Avô materno: Luís VI, Eleitor Palatino | Bisavó materna: Maria de Brandenburg-Kulmbach   |
| Catarina da Suécia | Mãe: Ana Maria do Palatinado-Simmern | Avó materna: Isabel de Hesse           | Bisavô materno: Filipe I de Hesse               |
| Catarina da Suécia | Mãe: Ana Maria do Palatinado-Simmern | Avó materna: Isabel de Hesse           | Bisavó materna: Cristina da Saxónia             |